# Nordbayerischer Musikbund
Der Nordbayerische Musikbund (NBMB) vertritt seit seinem Gründungsjahr 1952 über 45.000 Musiker aus Mittel-, Ober- und Unterfranken sowie der Oberpfalz und ist somit der größte Musikbund Bayerns. Die Mitglieder des Nordbayerischen Musikbundes sind in mehr als 900 Musikvereinen, Blasorchestern und anderen Ensembles organisiert. Der Nordbayerische Musikbund ist Mitglied im Bayerischen Blasmusikverband, in der Bundesvereinigung Deutscher Musikverbände, im Bayerischen Landesverein für Heimatpflege sowie im Bayerischen Musikrat.
Präsident des Nordbayerischen Musikbundes ist Manfred Ländner, zum Geschäftsführer bestellt ist Andreas Kleinhenz. Ehrenpräsident des NBMB war Adolf Eichenseer.

## Geschichte
Nach dem Zweiten Weltkrieg versuchten sich viele ehemalige Militärmusiker etwas dazuzuverdienen, allerdings brauchte man damals (aufgrund der Entnazifizierung) eine Erlaubnis der Besatzungsmächte. Deshalb wurde 1948 in Bamberg eine Vereinigung der sogenannten „Nebenberufsmusiker“ gegründet. 1952 wurde diese Vereinigung zum „Fränkischen Musikbund“ umbenannt, im Jahr 1958, erfolgte, um auch die hinzugekommenen altbayerischen Oberpfälzer Kapellen nicht zu vernachlässigen, eine erneute Namensänderung, zum bis heute bestehenden Namen „Nordbayrischer Musikbund“.

## Musikerleistungsabzeichen
Der NBMB bietet seinen Mitgliedern die Möglichkeit, durch folgende „Musikerleistungsabzeichen“ die eigenen musikalischen Fähigkeiten auszubauen:
- Juniorabzeichen, für Musiker mit 2 Jahren Spielerfahrung[6]
- D1 (Bronze), ideal für Musiker mit 3 Jahren Spielerfahrung, auch ohne Juniorprüfung möglich[7]
- D2 (Silber), erst nach bestandener D1-Prüfung möglich, bietet die Möglichkeit an anderen Ensembles (Bezirksorchester) teilzunehmen[8]
- D3 (Gold), erst nach bestandener D2-Prüfung möglich, zudem ist eine mehrjährige intensive Ausbildung am eigenen Instrument nötig[9]

Die Abzeichen können nur Musiker mit einem Instrument, das in einem Blasorchester oder in einem Spielmannszug vorkommt, machen. Man erlangt die Abzeichen durch eine Prüfung, die sich in einen praktischen (Vorspiel mit dem jeweiligen Instrument) und einen theoretischen (Gehörbildung und Theorie in Form eines Prüfungsbogen) unterteilt. Eine bestandene Prüfung gibt dem Musiker die Möglichkeit zur Selbsteinschätzung, aber auch die Möglichkeiten in anspruchsvolleren Ensembles mitzuspielen. Jährlich bestehen etwa 5.000 Musiker die verschiedenen Leistungsabzeichen.

## Organisation
Der Nordbayrische Musikbund ist in vier Bezirken (Mittel-, Ober-, Unterfranken und Oberpfalz), die wiederum in 30 Kreise, wobei Oberfranken mit acht (die anderen drei unterteilen sich in je sieben) Kreisen die meisten hat, aufgeteilt sind. Jeder Kreis hat ein Kreisorchester, über dem das Bezirksorchester des jeweiligen Bezirks steht. Zudem gibt es in jedem Bezirk mindestens eine Berufsfachschule für Musik. Die Jugendorganisation des NBMB ist die Nordbayerische Bläserjugend, die Mitglied im Bayerischen Jugendring ist. Als oberstes Repräsentanten Organ des NBMBs dient das NBJBO (Nordbayrisches Jugendblasorchester), das auch schon bei internationalen Wettbewerben (z. B. Flicorno d'Oro) als Sieger hervorgehen konnte. Regelmäßig spielt das Orchester auf der Akustika in Nürnberg. Als Dirigent leitet Franco Hänle das Orchester, aber auch verschiedene Gastdirigenten (z. B. Jan van der Roost, Johan de Meij) konnten das Orchester bereits bereichern.

## Wettbewerbe
Der NBMB bietet seinen Mitgliedern folgende musikalische Wettbewerbe an:

### Concertino

#### Solo/Duo-Wettbewerb
Der Solo/Duo-Wettbewerb ist nur für Blas-/Schlaginstrumente vorgesehen, die in einem Blasorchester, Spielmannszug oder einer Volksmusikgruppe vorkommen. Wie der Name schon sagt, ist es zudem nur möglich als Solist (mit oder ohne Begleitung) oder als Duo (mit oder ohne Begleitung) teilzunehmen. Die Begleitung ist hierbei immer ein Tasten- oder Streichinstrument. Der Wettbewerb findet alle zwei Jahre im Wechsel mit dem Kammermusik-Wettbewerb statt.

#### Kammermusik-Wettbewerb
Die Besetzung von Kammermusikgruppen muss aus mindestens drei (maximal 12) Musikern bestehen. Es sind alle Instrumente zugelassen, die in einem Blasorchester, einem Spielmannszug oder einer Volksmusikgruppe (überwiegend Blasinstrumente) organisiert sind. Der Wettbewerb erfolgt ohne Dirigent und jede Stimme im Ensemble darf nur einmal besetzt sein. Aktuell ist der Wettbewerb ausgesetzt, da dieser nach Angaben des NBMBs überarbeitet wird.

### Concerto
Normalerweise wechseln sich folgende zwei Wettbewerbe alle zwei Jahre ab, aufgrund einer Überarbeitung finden beide derzeit aber nicht statt.

#### Mittelstufen-Wettbewerb
Der Mittelstufen-Wettbewerb richtet sich an Amateur-Blasorchester mit dem Leistungsniveau der Kategorie III.

#### Oberstufen-Wettbewerb
Der Oberstufen-Wettbewerb ist ideal für Amateur-Blasorchester mit dem Leistungsniveau der Kategorie IV.

### Bläserklassen-Wettbewerb
Der Bläserklassen-Wettbewerb findet jährlich statt und ist an Bläserklassen (maximal 2 Jahre Spielerfahrung am eigenen Instrument) sowohl von Musikschulen als auch von öffentlichen Schulen gerichtet.